# Alberto Baeza
Alberto Baeza (6 de dezembro de 1938) é um ex-futebolista mexicano que competiu na Copa do Mundo FIFA de 1962.